# Nakonowo (gromada)
Nakonowo – dawna gromada, czyli najmniejsza jednostka podziału terytorialnego Polskiej Rzeczypospolitej Ludowej w latach 1954–1972.
Gromady, z gromadzkimi radami narodowymi (GRN) jako organami władzy najniższego stopnia na wsi, funkcjonowały od reformy reorganizującej administrację wiejską przeprowadzonej jesienią 1954 do momentu ich zniesienia z dniem 1 stycznia 1973, tym samym wypierając organizację gminną w latach 1954–1972.
Gromadę Nakonowo z siedzibą GRN w Nakonowie utworzono – jako jedną z 8759 gromad na obszarze Polski – w powiecie włocławskim w woj. bydgoskim, na mocy uchwały nr 24/17 WRN w Bydgoszczy z dnia 5 października 1954. W skład jednostki weszły obszary dotychczasowych gromad Gołaszewo, Grabówka, Nakonowo, Nakonowo Stare, Łopatki, Łagiewniki, Warząchewka Polska, Warząchewka Królewska i Warząchewka Nowa ze zniesionej gminy Śmiłowice, a także miejscowości: lasy Przyborowo, Przydatki Wolskie i część miejscowości Przydatki Gołaszewskie o pow. 240,03 ha (z tym że granica w Przydatkach Gołaszewskich między miastem Kowalem a nowo utworzoną gromadą w Nakonowie prowadziła wzdłuż drogi biegnącej od lasów państwowych do szosy Kowal-Czerniewice) z miasta Kowala, w tymże powiecie. Dla gromady ustalono 25 członków gromadzkiej rady narodowej.
1 stycznia 1961 z gromady Nakonowo wyłączono część oddziałów leśnych nr nr 89A, 109A, 110A, 540, 524, 525, 526 i 527 o ogólnej powierzchni 99 ha, włączając je do gromady Modzerowo w tymże powiecie; do gromady Nakonowo włączono natomiast (a) część oddziałów leśnych nr nr 148, 149, 150, 151, 152, 136, 518, 519, 520, 530 o ogólnej powierzchni 122 ha z gromady Modzerowo oraz (b) oddziały leśne nr nr 147, 168, 189, 210, 231, 252, 253 i część oddziałów leśnych nr nr 148, 169, 190, 211, 232, 233, 234 o ogólnej powierzchni 241 ha z gromady Kowal – w tymże powiecie.
Gromadę zniesiono 1 stycznia 1969, a jej obszar włączono do gromad Kowal (sołectwa Przydatki Gołaszewskie, Warząchewka Królewska i Warząchewka Polska), Czerniewice (sołectwa Gołuszewo, Grabówka, Nakonowo i Nakonowo Stare) i Kruszynek (sołectwo Łagiewniki) w tymże powiecie.